# Léonide Berman
Pour les articles homonymes, voir Berman.
Léonide Berman (en russe : Леонид Густавович Берман), né le 2 décembre 1896 à Saint-Pétersbourg et mort le 16 octobre 1976 à New York, est un artiste peintre russe, français et américain.

## Biographie
Léonide Berman est né en 1896 à Saint-Pétersbourg. Vers 1918, lui et son frère Eugène Berman arrivent en France. À partir des années 1930, il s'intéresse de plus en plus aux paysages marins, aux scènes de la vie des pêcheurs, aux scènes portuaires, aux huîtres et aux bancs de moules.

## Expositions
- Salon d'Automne (1923-1926[2])
- Salon des Tuileries (1925[2])